# Jarosław Rodzewicz
Jarosław Rodzewicz, né le 11 mai 1973 à Gdynia, est un escrimeur polonais, pratiquant le fleuret.

## Palmarès

### Jeux olympiques
- 1996 à Atlanta, États-Unis
  -  Médaille d'argent en fleuret par équipes

### Championnats du monde
- 1995 à La Haye, Pays-Bas
  -  Médaille de bronze en fleuret par équipes

### Championnats de Pologne
- en 1998:
  -  Champion de Pologne de fleuret